# Grand Prix Abu Zabi 2024
Grand Prix Abu Zabi 2024, oficjalnie Formula 1 Etihad Airways Abu Dhabi Grand Prix 2024 – dwudziesta czwarta i ostatnia runda Mistrzostw Świata Formuły 1 w sezonie 2024. Grand Prix odbyło się w dniach 6–8 grudnia 2024 na torze Yas Marina Circuit na wyspie Yas w Abu Zabi. Wyścig po starcie z pole position wygrał Lando Norris (McLaren), a na podium stanęli kolejno: Carlos Sainz Jr. (Ferrari) i Charles Leclerc (Ferrari). Mistrzostwo konstruktorów zdobył zespół McLaren.

## Lista startowa
Na niebieskim tle kierowcy biorący udział jedynie w piątkowych treningach.
| Nr          | Kierowca         | Zespół                        | Samochód                          | Silnik              | Opony |
| ----------- | ---------------- | ----------------------------- | --------------------------------- | ------------------- | ----- |
| 1           | Max Verstappen   | Oracle Red Bull Racing        | Red Bull RB20                     | Honda RBPTH002      | P     |
| 4           | Lando Norris     | McLaren Formula 1 Team        | McLaren MCL38                     | Mercedes-AMG F1 M15 | P     |
| 10          | Pierre Gasly     | BWT Alpine F1 Team            | Alpine A524                       | Renault E-Tech RE24 | P     |
| 11          | Sergio Pérez     | Oracle Red Bull Racing        | Red Bull RB20                     | Honda RBPTH002      | P     |
| 14          | Fernando Alonso  | Aston Martin Aramco F1 Team   | Aston Martin AMR24                | Mercedes-AMG F1 M15 | P     |
| 16          | Charles Leclerc  | Scuderia Ferrari HP           | Ferrari SF-24                     | Ferrari 066/12      | P     |
| 18          | Lance Stroll     | Aston Martin Aramco F1 Team   | Aston Martin AMR24                | Mercedes-AMG F1 M15 | P     |
| 20          | Kevin Magnussen  | MoneyGram Haas F1 Team        | Haas VF-24                        | Ferrari 066/10      | P     |
| 22          | Yūki Tsunoda     | Visa Cash App RB F1 Team      | RB VCARB 01                       | Honda RBPTH002      | P     |
| 23          | Alexander Albon  | Williams Racing               | Williams FW46                     | Mercedes-AMG F1 M15 | P     |
| 24          | Zhou Guanyu      | Stake F1 Team Kick Sauber     | Kick Sauber C44                   | Ferrari 066/12      | P     |
| 27          | Nico Hülkenberg  | MoneyGram Haas F1 Team        | Haas VF-24                        | Ferrari 066/10      | P     |
| 28          | Ryō Hirakawa     | McLaren Formula 1 Team        | McLaren MCL38                     | Mercedes-AMG F1 M15 | P     |
| 30          | Liam Lawson      | Visa Cash App RB F1 Team      | RB VCARB 01                       | Honda RBPTH002      | P     |
| 34          | Felipe Drugovich | Aston Martin Aramco F1 Team   | Aston Martin AMR24                | Mercedes-AMG F1 M15 | P     |
| 37          | Isack Hadjar     | Oracle Red Bull Racing        | Red Bull RB20                     | Honda RBPTH002      | P     |
| 39          | Arthur Leclerc   | Scuderia Ferrari HP           | Ferrari SF-24                     | Ferrari 066/12      | P     |
| 40          | Ayumu Iwasa      | Visa Cash App RB F1 Team      | RB VCARB 01                       | Honda RBPTH002      | P     |
| 43          | Franco Colapinto | Williams Racing               | Williams FW46                     | Mercedes-AMG F1 M15 | P     |
| 44          | Lewis Hamilton   | Mercedes-AMG PETRONAS F1 Team | Mercedes-AMG F1 W15 E Performance | Mercedes-AMG F1 M15 | P     |
| 46          | Luke Browning    | Williams Racing               | Williams FW46                     | Mercedes-AMG F1 M15 | P     |
| 55          | Carlos Sainz Jr. | Scuderia Ferrari HP           | Ferrari SF-24                     | Ferrari 066/12      | P     |
| 61          | Jack Doohan      | BWT Alpine F1 Team            | Alpine A524                       | Renault E-Tech RE24 | P     |
| 63          | George Russell   | Mercedes-AMG PETRONAS F1 Team | Mercedes-AMG F1 W15 E Performance | Mercedes-AMG F1 M15 | P     |
| 77          | Valtteri Bottas  | Stake F1 Team Kick Sauber     | Kick Sauber C44                   | Ferrari 066/12      | P     |
| 81          | Oscar Piastri    | McLaren Formula 1 Team        | McLaren MCL38                     | Mercedes-AMG F1 M15 | P     |
| Źródło: FIA |                  |                               |                                   |                     |       |

## Wyniki

### Najlepsze czasy sesji treningowych
| Sesja       | Nr | Kierowca        | Konstruktor      | Czas     | Okr. |
| ----------- | -- | --------------- | ---------------- | -------- | ---- |
| 1           | 16 | Charles Leclerc | Ferrari          | 1:24,321 | 19   |
| 2           | 4  | Lando Norris    | McLaren-Mercedes | 1:23,517 | 25   |
| 3           | 81 | Oscar Piastri   | McLaren-Mercedes | 1:23,433 | 16   |
| Źródło: FIA |    |                 |                  |          |      |

### Kwalifikacje
| P                    | Nr | Kierowca         | Konstruktor                  | Czasy w kwalifikacjach | Czasy w kwalifikacjach | Czasy w kwalifikacjach | Poz. s. |
| P                    | Nr | Kierowca         | Konstruktor                  | Q1                     | Q2                     | Q3                     | Poz. s. |
| -------------------- | -- | ---------------- | ---------------------------- | ---------------------- | ---------------------- | ---------------------- | ------- |
| 1                    | 4  | Lando Norris     | McLaren-Mercedes             | 1:23,682               | 1:23,098               | 1:22,595               | 1       |
| 2                    | 81 | Oscar Piastri    | McLaren-Mercedes             | 1:23,640               | 1:23,199               | 1:22,804               | 2       |
| 3                    | 55 | Carlos Sainz Jr. | Ferrari                      | 1:23,487               | 1:22,985               | 1:22,824               | 3       |
| 4                    | 27 | Nico Hülkenberg  | Haas-Ferrari                 | 1:23,722               | 1:23,040               | 1:22,886               | 7       |
| 5                    | 1  | Max Verstappen   | Red Bull Racing-Honda RBPT   | 1:23,516               | 1:22,998               | 1:22,945               | 4       |
| 6                    | 10 | Pierre Gasly     | Alpine-Renault               | 1:23,548               | 1:23,086               | 1:22,984               | 5       |
| 7                    | 63 | George Russell   | Mercedes                     | 1:23,678               | 1:23,283               | 1:23,132               | 6       |
| 8                    | 14 | Fernando Alonso  | Aston Martin Aramco-Mercedes | 1:23,794               | 1:23,268               | 1:23,196               | 8       |
| 9                    | 77 | Valtteri Bottas  | Kick Sauber-Ferrari          | 1:23,481               | 1:23,341               | 1:23,204               | 9       |
| 10                   | 11 | Sergio Pérez     | Red Bull Racing-Honda RBPT   | 1:23,559               | 1:23,379               | 1:23,264               | 10      |
| 11                   | 22 | Yūki Tsunoda     | RB-Honda RBPT                | 1:23,735               | 1:23,419               |                        | 11      |
| 12                   | 30 | Liam Lawson      | RB-Honda RBPT                | 1:23,733               | 1:23,472               |                        | 12      |
| 13                   | 18 | Lance Stroll     | Aston Martin Aramco-Mercedes | 1:23,729               | 1:23,784               |                        | 13      |
| 14                   | 16 | Charles Leclerc  | Ferrari                      | 1:23,302               | 1:23,833               |                        | 19      |
| 15                   | 20 | Kevin Magnussen  | Haas-Ferrari                 | 1:23,632               | 1:23,877               |                        | 14      |
| 16                   | 23 | Alexander Albon  | Williams-Mercedes            | 1:23,821               |                        |                        | 18      |
| 17                   | 24 | Zhou Guanyu      | Kick Sauber-Ferrari          | 1:23,880               |                        |                        | 15      |
| 18                   | 44 | Lewis Hamilton   | Mercedes                     | 1:23,887               |                        |                        | 16      |
| 19                   | 43 | Franco Colapinto | Williams-Mercedes            | 1:23,912               |                        |                        | 20      |
| 20                   | 61 | Jack Doohan      | Alpine-Renault               | 1:24,105               |                        |                        | 17      |
| 107% czasu: 1:29,133 |    |                  |                              |                        |                        |                        |         |
| Źródło: FIA          |    |                  |                              |                        |                        |                        |         |

### Wyścig
| P           | Nr | Kierowca         | Konstruktor                  | Okr. | Czas                       | Poz. s. | +/−       | Punkty |
| ----------- | -- | ---------------- | ---------------------------- | ---- | -------------------------- | ------- | --------- | ------ |
| 1           | 4  | Lando Norris     | McLaren-Mercedes             | 58   | 1:26:33,291                | 1       | Bez zmian | 25     |
| 2           | 55 | Carlos Sainz Jr. | Ferrari                      | 58   | +5,832                     | 3       | 1         | 18     |
| 3           | 16 | Charles Leclerc  | Ferrari                      | 58   | +31,928                    | 19      | 16        | 15     |
| 4           | 44 | Lewis Hamilton   | Mercedes                     | 58   | +36,483                    | 16      | 12        | 12     |
| 5           | 63 | George Russell   | Mercedes                     | 58   | +37,538                    | 6       | 1         | 10     |
| 6           | 1  | Max Verstappen   | Red Bull Racing-Honda RBPT   | 58   | +49,847                    | 4       | 2         | 8      |
| 7           | 10 | Pierre Gasly     | Alpine-Renault               | 58   | +72,560                    | 5       | 2         | 6      |
| 8           | 27 | Nico Hülkenberg  | Haas-Ferrari                 | 58   | +75,554                    | 7       | 1         | 4      |
| 9           | 14 | Fernando Alonso  | Aston Martin Aramco-Mercedes | 58   | +82,373                    | 8       | 1         | 2      |
| 10          | 81 | Oscar Piastri    | McLaren-Mercedes             | 58   | +83,821                    | 2       | 8         | 1      |
| 11          | 23 | Alexander Albon  | Williams-Mercedes            | 57   | +1 okrążenie               | 18      | 7         |        |
| 12          | 22 | Yūki Tsunoda     | RB-Honda RBPT                | 57   | +1 okrążenie               | 11      | 1         |        |
| 13          | 24 | Zhou Guanyu      | Kick Sauber-Ferrari          | 57   | +1 okrążenie               | 15      | 2         |        |
| 14          | 18 | Lance Stroll     | Aston Martin Aramco-Mercedes | 57   | +1 okrążenie               | 13      | 1         |        |
| 15          | 61 | Jack Doohan      | Alpine-Renault               | 57   | +1 okrążenie               | 17      | 2         |        |
| 16          | 20 | Kevin Magnussen  | Haas-Ferrari                 | 57   | +1 okrążenie               | 14      | 2         | [ f ]  |
| 17          | 30 | Liam Lawson      | RB-Honda RBPT                | 55   | NU (hamulce)               | 12      | 5         |        |
| NS          | 77 | Valtteri Bottas  | Kick Sauber-Ferrari          | 30   | NU (uszkodzenia kolizyjne) | 9       |           |        |
| NS          | 43 | Franco Colapinto | Williams-Mercedes            | 26   | NU (silnik)                | 20      |           |        |
| NS          | 11 | Sergio Pérez     | Red Bull Racing-Honda RBPT   | 0    | NU (wypadek)               | 10      |           |        |
| Źródło: FIA |    |                  |                              |      |                            |         |           |        |

### Najszybsze okrążenie
| Nr          | Kierowca        | Konstruktor  | Czas     | Okr. |
| ----------- | --------------- | ------------ | -------- | ---- |
| 20          | Kevin Magnussen | Haas-Ferrari | 1:25,637 | 57   |
| Źródło: FIA |                 |              |          |      |

### Prowadzenie w wyścigu
| Nr                              | Kierowca     | Konstruktor      | Okrążenia | Suma |
| ------------------------------- | ------------ | ---------------- | --------- | ---- |
| 4                               | Lando Norris | McLaren-Mercedes | 1–58      | 58   |
| \| Wykres \| \| ------ \| \| \| |              |                  |           |      |
| Źródło: FIA                     |              |                  |           |      |
| Wykres                          |              |                  |           |      |
|                                 |              |                  |           |      |

## Klasyfikacja po wyścigu

### Kierowcy
| P           | +/−       | Kierowca         | Zgł. | Punkty | P1 | P2 | P3 | PP | NO | NS | NU | NW | DK | WYK |
| ----------- | --------- | ---------------- | ---- | ------ | -- | -- | -- | -- | -- | -- | -- | -- | -- | --- |
| 1           | Bez zmian | Max Verstappen   | 24   | 437    | 9  | 4  | 1  | 8  | 3  | 2  | 2  | –  | –  | –   |
| 2           | Bez zmian | Lando Norris     | 24   | 374    | 4  | 6  | 3  | 8  | 6  | –  | 1  | –  | –  | –   |
| 3           | Bez zmian | Charles Leclerc  | 24   | 356    | 3  | 3  | 7  | 3  | 3  | 1  | 1  | –  | –  | –   |
| 4           | Bez zmian | Oscar Piastri    | 24   | 292    | 2  | 4  | 2  | –  | 1  | –  | –  | –  | –  | –   |
| 5           | Bez zmian | Carlos Sainz Jr. | 23   | 290    | 2  | 2  | 5  | 1  | 1  | 2  | 3  | –  | –  | –   |
| 6           | Bez zmian | George Russell   | 24   | 245    | 2  | –  | 2  | 4  | 2  | 1  | 2  | –  | 1  | –   |
| 7           | Bez zmian | Lewis Hamilton   | 24   | 223    | 2  | 1  | 2  | –  | 2  | 2  | 2  | –  | –  | –   |
| 8           | Bez zmian | Sergio Pérez     | 24   | 152    | –  | 3  | 1  | –  | 1  | 4  | 5  | –  | –  | –   |
| 9           | Bez zmian | Fernando Alonso  | 24   | 70     | –  | –  | –  | –  | 2  | 1  | 1  | –  | –  | –   |
| 10          | 1         | Pierre Gasly     | 24   | 42     | –  | –  | 1  | –  | –  | 4  | 3  | 1  | –  | –   |
| 11          | 1         | Nico Hülkenberg  | 24   | 41     | –  | –  | –  | –  | –  | 3  | 2  | –  | 1  | –   |
| 12          | Bez zmian | Yūki Tsunoda     | 24   | 30     | –  | –  | –  | –  | –  | 4  | 4  | –  | –  | –   |
| 13          | Bez zmian | Lance Stroll     | 24   | 24     | –  | –  | –  | –  | –  | 3  | 2  | 1  | –  | –   |
| 14          | Bez zmian | Esteban Ocon     | 23   | 23     | –  | 1  | –  | –  | 1  | 2  | 2  | –  | –  | –   |
| 15          | Bez zmian | Kevin Magnussen  | 22   | 16     | –  | –  | –  | –  | 1  | 1  | 2  | –  | –  | 1   |
| 16          | Bez zmian | Alexander Albon  | 24   | 12     | –  | –  | –  | –  | –  | 7  | 6  | 1  | –  | –   |
| 17          | Bez zmian | Daniel Ricciardo | 18   | 12     | –  | –  | –  | –  | 1  | 2  | 2  | –  | –  | –   |
| 18          | Bez zmian | Oliver Bearman   | 3    | 7      | –  | –  | –  | –  | –  | –  | –  | –  | –  | –   |
| 19          | Bez zmian | Franco Colapinto | 9    | 5      | –  | –  | –  | –  | –  | 3  | 3  | –  | –  | –   |
| 20          | Bez zmian | Zhou Guanyu      | 24   | 4      | –  | –  | –  | –  | –  | 2  | 2  | –  | –  | –   |
| 21          | Bez zmian | Liam Lawson      | 6    | 4      | –  | –  | –  | –  | –  | –  | 1  | –  | –  | –   |
| 22          | Bez zmian | Valtteri Bottas  | 24   | 0      | –  | –  | –  | –  | –  | 2  | 2  | –  | –  | –   |
| 23          | Bez zmian | Logan Sargeant   | 14   | 0      | –  | –  | –  | –  | –  | 2  | 2  | –  | –  | –   |
| 24          | N         | Jack Doohan      | 1    | 0      | –  | –  | –  | –  | –  | –  | –  | –  | –  | –   |
| Źródło: FIA |           |                  |      |        |    |    |    |    |    |    |    |    |    |     |

### Konstruktorzy
| P           | +/-       | Konstruktor                  | Zgł. | Punkty | P1 | P2 | P3 | PP | NO | NS | NU | NW | DK | WYK |
| ----------- | --------- | ---------------------------- | ---- | ------ | -- | -- | -- | -- | -- | -- | -- | -- | -- | --- |
| 1           | Bez zmian | McLaren-Mercedes             | 48   | 666    | 6  | 10 | 5  | 8  | 7  | –  | 1  | –  | –  | –   |
| 2           | Bez zmian | Ferrari                      | 48   | 652    | 5  | 5  | 12 | 4  | 4  | 3  | 4  | –  | –  | –   |
| 3           | Bez zmian | Red Bull Racing-Honda RBPT   | 48   | 589    | 9  | 7  | 2  | 8  | 4  | 5  | 6  | –  | –  | –   |
| 4           | Bez zmian | Mercedes                     | 48   | 468    | 4  | 1  | 4  | 4  | 4  | 3  | 4  | –  | 1  | –   |
| 5           | Bez zmian | Aston Martin Aramco-Mercedes | 48   | 94     | –  | –  | –  | –  | 2  | 4  | 3  | 1  | –  | –   |
| 6           | Bez zmian | Alpine-Renault               | 48   | 65     | –  | 1  | 1  | –  | 1  | 6  | 5  | 1  | –  | –   |
| 7           | Bez zmian | Haas-Ferrari                 | 48   | 58     | –  | –  | –  | –  | 1  | 4  | 3  | –  | 1  | 1   |
| 8           | Bez zmian | RB-Honda RBPT                | 48   | 46     | –  | –  | –  | –  | 1  | 6  | 7  | –  | –  | –   |
| 9           | Bez zmian | Williams-Mercedes            | 47   | 17     | –  | –  | –  | –  | –  | 12 | 11 | 1  | –  | –   |
| 10          | Bez zmian | Kick Sauber-Ferrari          | 48   | 4      | –  | –  | –  | –  | –  | 4  | 4  | –  | –  | –   |
| Źródło: FIA |           |                              |      |        |    |    |    |    |    |    |    |    |    |     |